# 囊唇山兰
囊唇山兰（学名：Oreorchis indica），为兰科山兰属下的一个植物种。
种名indica意为印度的。